# دیان د پوتی
دیان د پوتی (فرانسوی: Diane de Poitiers‎؛ ۹ ژانویه ۱۵۰۰–۲۵ آوریل ۱۵۶۶) یک نجیب‌زاده فرانسوی و درباری برجسته بود. او به عنوان معشوقه و مشاور سلطنتی پادشاه هنری دوم تا زمان مرگ او قدرت و نفوذ زیادی داشت. موقعیت او باعث افزایش ثروت و موقعیت خانوادگی او شد. او یکی از حامیان اصلی معماری رنسانس فرانسه بود.